# KJ Apa
Keneti James Fitzgerald "KJ" Apa (Auckland, 1997. június 17. –) új-zélandi színész.
Színészként leginkább televíziós sorozatokban szerepelt. Főként a Riverdale című, 2017-ben indult drámasorozatból ismert, mellyel több díjat és jelölést szerzett.
Filmjei közt található az Egy kutya négy élete (2017) és A gyűlölet, amit adtál (2018).

## Élete és színészi pályafutása
Aucklandben született Keneti és Tessa Apa (leánykori nevén Callander) harmadik gyermekeként, két nővére van. Édesapja szamoai származású, falujának törzsfőnöke. Apa az aucklandi King’s College tanintézményben végezte el középfokú tanulmányait.
A színészt 2013–2015 között az új-zélandi Shortland Street című szappanopera epizódjaiban láthatták a nézők. 
Egy négy hónapos nemzetközi szereplőválogatást követően 2017-től ő játszhatta el Archie Andrews szerepét a CW csatorna Riverdale című drámasorozatában. 2017-ben a tizenéves Ethan Montgomeryt alakította a Egy kutya négy élete című amerikai vígjáték-drámában. A 2018-as A gyűlölet, amit adtál című filmben Kian Lawley helyettesítőjeként vállalta el a főszerepet.
Színészi játékáért három alkalommal jelölték Szaturnusz-díjra, ebből egyet megnyert. Apa emellett egy Teen Choice Awards-jelölést is magáénak tudhat.

## Magánélete
Keresztény családban nevelkedett. Kijelentette, hogy a vallás követője, a közösségi médiában kifejezve, hogy [minden nap] "Istenre van szükségem". 
2017 szeptemberében kisebb autóbalesetet szenvedett Vancouverben, de nem sérült meg, amikor az autójának anyósülés felőli oldala egy villanyoszlopnak ütközött. Az eset állítólag azért történt, mert Apa elaludt a volánnál az előző esti hosszú napos forgatás után.

## Filmográfia

### Film
| Év   | Magyar cím             | Eredeti cím     | Szerep                     | Magyar hang   |
| ---- | ---------------------- | --------------- | -------------------------- | ------------- |
| 2017 | Egy kutya négy élete   | A Dog's Purpose | tizenéves Ethan Montgomery | Czető Roland  |
| 2018 | A gyűlölet, amit adtál | The Hate U Give | Chris                      | Jéger Zsombor |
| 2019 | Az utolsó nyarunk      | The Last Summer | Griffin Hourigan           |               |
| 2020 | Még mindig hiszek      | I still believe | Jeremy Camp                | Czető Roland  |
| 2020 |                        | Dead Reckoning  | Niko                       |               |
| 2020 | Kanári                 | Songbird        | Nico                       | Czető Roland  |
| 2024 | Sebességmámor          | One Fast Move   | Wes Neal                   | Szabó Máté    |

### Televízió
| Év        | Cím              | Szerep                            | Megjegyzések |
| --------- | ---------------- | --------------------------------- | ------------ |
| 2013–2015 | Shortland Street | Kane Jenkins                      | főszereplő   |
| 2016      | The Cul de Sac   | Jack                              | 6 epizód     |
| 2017–2023 | Riverdale        | Archie Andrews                    | főszereplő   |
| 2017–2023 | Riverdale        | Frederick "Fred" Andrews fiatalon | 2 epizód     |
| 2017–2023 | Riverdale        | Archibald Andrews (őse)           | 1 epizód     |

## Díjak és jelölések
| Év   | Díj                    | Kategória                                   | Jelölt mű | Eredmény |
| ---- | ---------------------- | ------------------------------------------- | --------- | -------- |
| 2017 | Teen Choice Awards     | legjobb új televíziós sztár                 | Riverdale | Jelölve  |
| 2017 | Szaturnusz-díj         | áttörést hozó alakítás                      | Riverdale | Elnyerte |
| 2017 | Szaturnusz-díj         | legjobb fiatal színész (televíziós sorozat) | Riverdale | Jelölve  |
| 2018 | Szaturnusz-díj         | legjobb fiatal színész (televíziós sorozat) | Riverdale | Jelölve  |
| 2018 | MTV Movie & TV Awards  | legjobb csók (Camilla Mendes)               | Riverdale | Jelölve  |
| 2018 | People's Choice Awards | dráma TV sztár                              | Riverdale | Jelölve  |
| 2019 | People's Choice Awards | férfi TV -sztár                             | Riverdale | Jelölve  |
| 2019 | Szaturnusz-díj         | legjobb fiatal színész (televíziós sorozat) | Riverdale | Jelölve  |
| 2019 | Teen Choice Awards     | dráma TV sztár                              | Riverdale | Jelölve  |

## Fordítás
- Ez a szócikk részben vagy egészben  a   KJ Apa című angol Wikipédia-szócikk ezen változatának fordításán alapul.  Az eredeti cikk szerkesztőit annak laptörténete sorolja fel. Ez a jelzés csupán a megfogalmazás eredetét és a szerzői jogokat jelzi, nem szolgál a cikkben szereplő információk forrásmegjelöléseként.